# Джеймс, Эдвард
Эдвард Джеймс (англ. Edward William Frank James; 1907 — 1984) — английский аристократ, поэт и скульптор; коллекционер, известный как покровитель сюрреалистического направления в искусстве.

## Биография
Родился 16 августа 1907 года в поместье West Dean House местечка West Dean графства Западный Суссекс и был единственным сыном Уильяма Джеймса, унаследовавшего богатое состояние своего отца — купца Дэниела Джеймса, и жены — Эвелин Форбс, шотландской светской львицы, дочери 4th Baronet of Newe. Кроме Эдварда в семье было ещё четыре старших сестры — Audrey, Millicent, Xandra и Silvia.
Эдвард первоначально учился в школе Lockers Park School графства Хартфордшир, затем недолгое время в Итонском колледже, после этого — в Institut Le Rosey в Швейцарии, и, наконец, в аристократическом колледже Крайст-Чёрч Оксфордского университета, где он обучался вместе с Ивлином Во и Гарольдом Эктоном. 
Когда в 1912 году умер отец Эдварда, то он унаследовал 8000 акров земли вместе с особняком West Dean House. Он также получил большое наследство после смерти в 1917 году его дяди — Джона Артура Джеймса. Соответственно совершал благотворительные акции; одной из первых была публикация книги стихов поэта Джона Бетчемана, когда Джеймс ещё учился в Оксфорде. Работал с Брайаном Говардом над произведением Glass Omnibus. После окончания оксфордского колледжа, он кратковременно работал в качестве стажёра дипломата в посольстве в Риме. Когда его попросили отправить в Лондон закодированное сообщение о том, что итальянцы заложили на стапелях три эсминца, сделав ошибку при кодировании сообщения он указал 300 эсминцев, за что вскоре был отправлен в бессрочный отпуск.
В начале 1930-х годов Джеймс женился на Тилли Лош — австрийской танцовщице и актрисе. Он организовал для неё в 1933 году балетную труппу Les Ballets 1933, выступавшую в Лондоне и Париже. По его просьбе специально для жены был создан уникальный балет-опера «Семь смертных грехов». Эдвард Джеймс развёлся с Тилли Лош в 1934 году, после того, как обвинил её в супружеской измене с русским князем Сергеем Оболенским, директором американской гостиницы, а также костюмером Лош. После развода Джеймс присоединился к английскому сообществу, в которое входили сёстры Митфорд и композитор Лорд Бернерс.
В 1940 году Джеймс появился в Таосе, штат Нью-Мексико, где в одноимённой художественной колонии он находился в качестве гостя Мэйбл Додж, американской светской львицы и покровительницы искусства. Здесь он встретил Дороти Бретт, обедневшую английскую аристократку и художницу, которая в 1941 году продала ему девять своих картин за $580. Позже он пригласил 70-летнюю Дороти вернуться в Англию и проживать в его поместье, но она отказалась.
Эдвард Джеймс создал садово-парковую зону Лас Позас близ мексиканского селения Xilitla, штат Сан-Луис-Потоси, находящуюся в горах на высоте более 600 м над уровнем моря в окружении субтропического леса. Этот ландшафтный комплекс включает в себя более 32 га природных водопадов и бассейнов, переплетающихся с созданными сюрреалистическими скульптурами из бетона (массивные скульптуры до четырёх этажей в высоту). Дорожки в парке состоят из ступеней, пандусов, мостов и узких извилистых тропинок, пересекающих отвесные природные скалы. Строительство Лас Позас обошлось более 5 млн долларов. Чтобы заплатить за него, Джеймс продал свою коллекцию сюрреалистического искусства на аукционе.
Умер 2 декабря 1984 года в Сан-Ремо, Италия. Был похоронен в дендропарковой зоне St Roche's Arboretum своего поместья West Dean House с простой надгробной плитой, вырезанной скульптором Джоном Скелтоном.
Эдвард Джеймс наиболее известен как страстный сторонник сюрреализма. Он спонсировал и поддерживал Сальвадора Дали в течение двух лет, начиная с 1938 года. Бельгийский художник-сюрреалист Рене Магритт работал некоторое время в его лондонском доме, создав два портрета Эдварда Джеймса с названиями: Not to Be Reproduced и The Pleasure Principle: Portrait of Edward James. Интерес Эдварда к сюрреализму проявился также в спонсорстве журнала Minotaure, издававшегося в Париже и ориентировавшегося на сюрреалистические публикации.
Многие из собранной Джеймсом коллекции ценных художественных полотен были проданы на аукционе Christie's через два года после его смерти.